# Edmond Auguste Pellerin
Edmond Auguste Pellerin, född 20 februari 1853 i Paris , död 18 oktober 1929 i Neuilly-sur-Seine, var en fransk entreprenör och konstsamlare. Han hörde till de mest framstående samlarna av Édouard Manet och Paul Cézanne i början av 1900-talet och startade Nordens första margarinfabrik i Oslo. Han var margarinindustrins ledare i Norden. Margarinet tillverkades enligt Hippolyte Mège-Mouriès metoder. 

## Biografi
Auguste Pellerin tjänade ihop en förmögenhet genom framställning av margarin. Till hans framgångsrika företag hörde fabriker i Frankrike, England, Tyskland, Danmark, Sverige och Norge. Tillsammans med de norska bröderna Johan Laurits Sundt och Karl Eilert August Sundt startade han 1876 den första nordiska margarinfabriken, Aug. Pellerin fils & co. Christiania, i Oslo. År 1894 startade han Pellerins margarinfabrik vid Svangatan 2 i Olskroken i östra Göteborg, vilken blev Sveriges största. Från 1906 tills sin död 1929 var han dessutom norsk generalkonsul i Paris. Han var en bland stiftarna av och medlem av styrelsen för Banque des Pays du Nord i Paris.
I början av sin samlarverksamhet köpte Pellerin konsthantverk i porslin, fajans eller objekt av glas. Därtill kom förstaverken av etablerade bildkonstnärer som Antoine Vollon och Jean Jacques Henner. Därefter följde arbeten av Jean-Baptiste Camille Corot och verk av impressionisterna. Här låg tyngdpunkten på Édouard Manet, som Pellerin ägde flera verk av. År 1898 köpte Pellerin av Ambroise Vollard sitt första verk av Paul Cézanne. Genom åren blev konstsamlingen beaktansvärd, med mer än 90 arbeten av dessa konstnärer. Cézanne hörde till de konstnärer som Pellerin lärde känna personligen och som han 1899 skissades av på ett porträtt. Vidare porträtterades han av Henri Matisse. Ytterligare porträtt av Pellerin från 1917 tillhör Musée National d’Art Moderne i Centre Georges Pompidou. Dessutom var Pellerin bekant med Auguste Rodin, vilken besökte Pellerins lantgods i Neuilly-sur-Seine, liksom den tyskspråkige lyrikern Rainer Maria Rilke som 1905 arbetade som Rodins sekreterare.
Uppseende väckte 1910 försäljningen av Pellerins Manetsamling till ett konsortium bestående av de franska konsthandlarna Bernheim-Jeune, Durand-Ruel och den tyske Paul Cassirer, för 1 miljon franc, flera av dessa tavlor kom genom Heinrich Tannhauser till Modernen Galerie i München, gick till tyska samlare och hamnade senare på tyska museer. Fastän Pellerin under sin livstid hade sålt tavlor från sin samling ärvde hans son, Jean-Victor Pellerin, och hans dotter, Mme Réne Lecomte, ett omfångsrikt bestånd av målningar, teckningar och skulpturer. År 1982 överlät arvingarna 14 betydande verk av Cézanne till Frankrikes statliga museer.

## Familj
Pellerins föräldrar var fabriksägaren Edmé Pellerin och Louise Désirée Augustine Simon. Han gifte sig 1 augusti 1878 med Herminie Joséphine Charlotte Blandin (1858–1928), dotter till teaterdirektören Honoré Victor Celina Marie Blandin och Joséphine Charlotte Bibard.

## Verk i Pellerins konstsamling (urval)

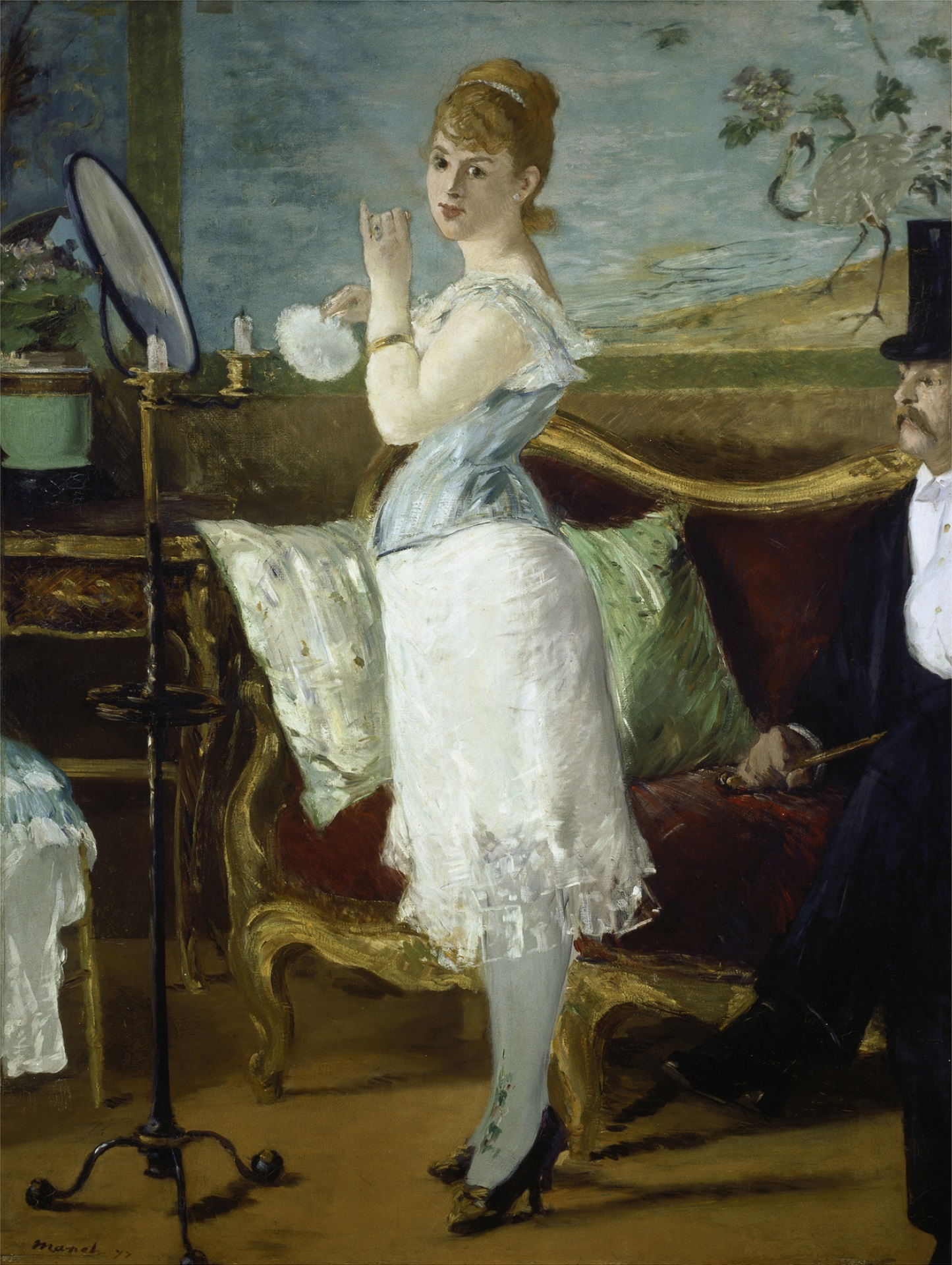
Édouard Manet: Nana, idag: Hamburger Kunsthalle
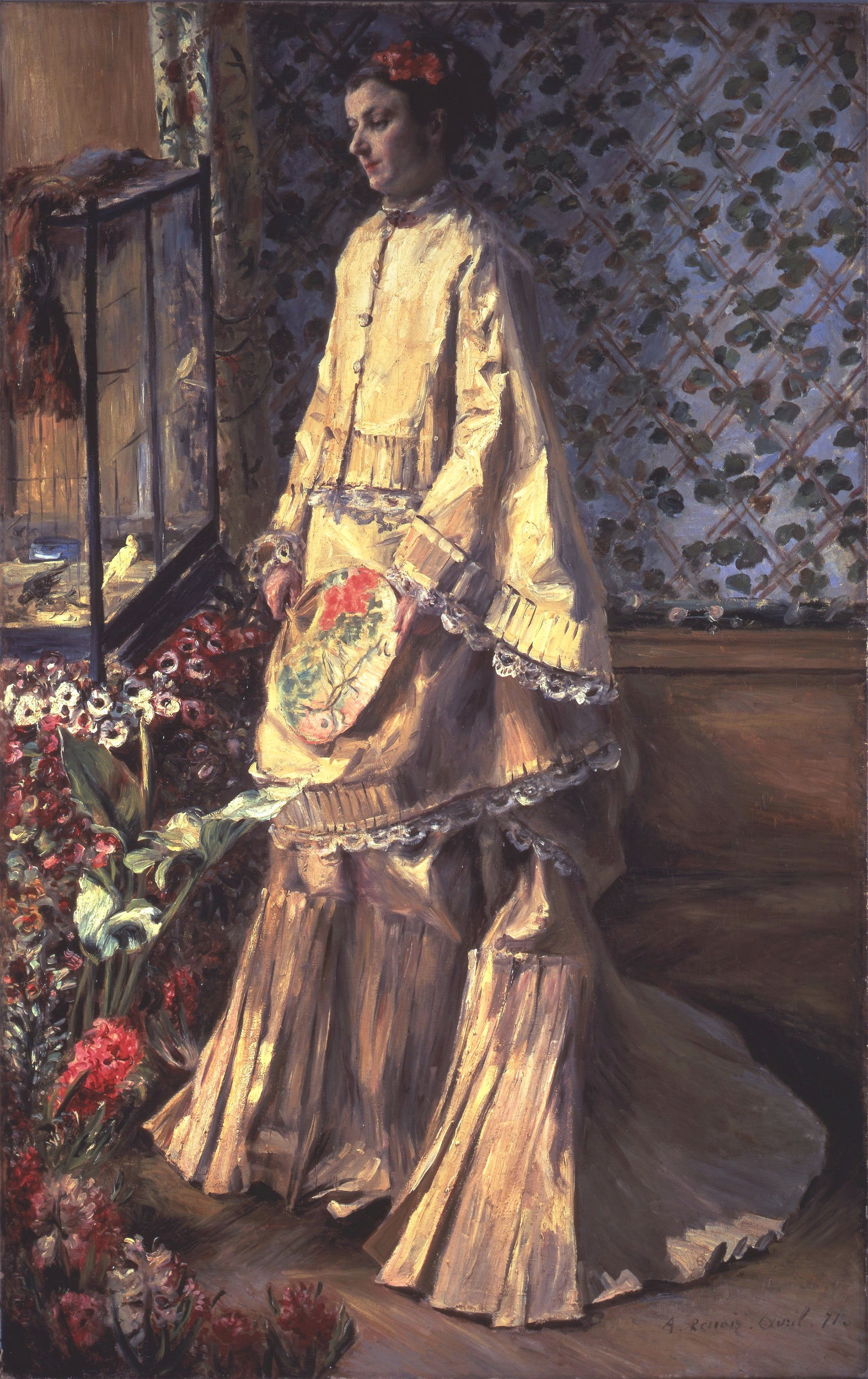
Pierre-Auguste Renoir: Portrait de Rapha Maître II, idag: privatsamling
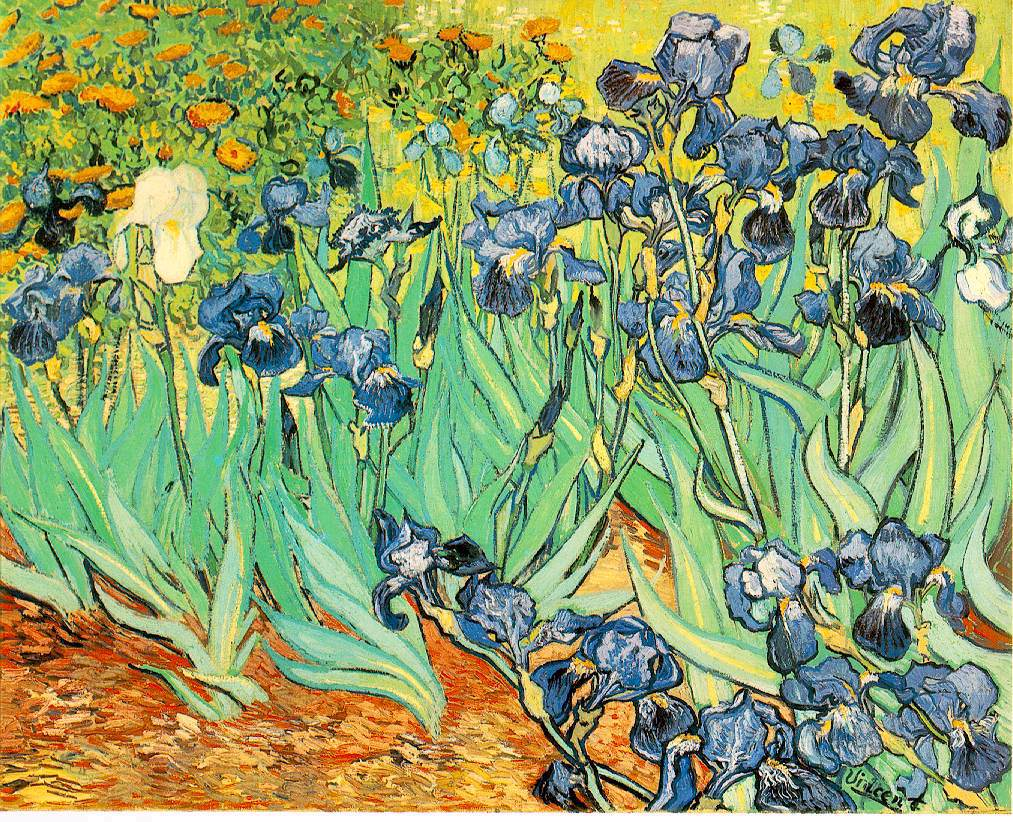
Vincent van Gogh: Irisar, idag: J. Paul Getty Museum, Los Angeles
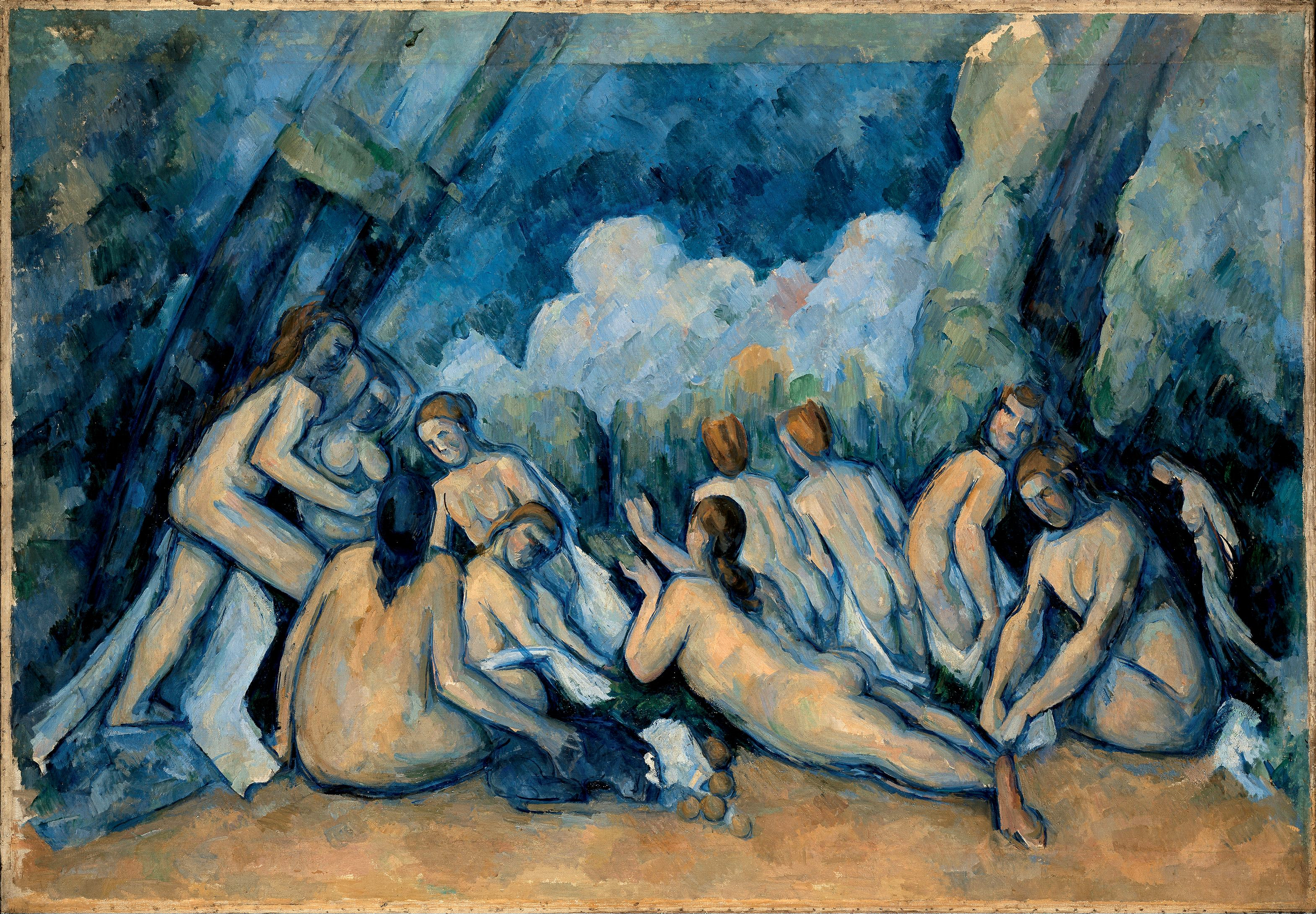
Paul Cézanne: Badande, idag: National Gallery, London